# 王喜
王喜（英語：Wong He，1967年7月27日—），原名鄺毅怡，香港男演員、歌手及電台節目主持，出生於香港的九龍城區。

## 经历
王喜1967年出生於香港九龍城區之草根家庭，為他的藝名是他在1990年於商業電台主持節目《妖獸都市》時替自己取的，源自「皇氣」（皇家香港警察之俗稱）諧音以及余華的小說《活著》裏一名店小二的角色名字，王喜說喜歡過像店小二的簡單生活，所以拿了這個名字作為自己的藝名。本來，《妖獸都市》的監製葛民輝因爲王喜曾擔任警察的背景，替王喜取「皇氣」為藝名，但王喜有感「皇氣」過份招搖，所以將「皇氣」改成「王喜」。
王喜於藍田長大，小學畢業於坪石天主教小學，中學畢業於聖公會基孝中學。家中有父母、一個姐姐和一個弟弟。其第一份工作是救生員，1986年5月19日加入皇家香港警察隊，編號46029，派入機場警署。1989年加入警察機動部隊，後入觀塘警署，任職時救人事跡被列香港警隊表揚的十大英雄事件。
他在1990年入行，加入商業電台主持廣播節目，其第一個節目是在商業二台參與主持《妖獸都市》，同時亦於亞洲電視主持節目《Yeah Yeah Yeah 無敵大家庭》，在這其間他也主持其他商台節目，如《王家考試局》、《王喜新村》等。1994年與邵美琪主演其首部影視作品《愛情加油站》。
1995年，他轉投無綫電視，擔任音樂節目《周末任你點》的主持人，因在節目中表現亮眼而受監製曾勵珍的賞識，被力邀演出電視劇。同年他首次替無綫接拍電視劇，在《緝私群英》中飾演海關督察章浩輝一角而人氣急升，跟著在劇集《闔府統請》飾演天才小廚師「OK德」受到了廣大觀眾的喜愛，憑該劇獲得1997年壹電視大獎十大電視藝人及新人獎。因爲「OK德」效應，王喜一部拍好後卻遲未上映的電影《懵仔多情》亦在此時上映。之後他便以演戲為主，他成為無綫電視的部頭合約男藝員。
1997年，憑藉《保護證人組》入圍1997年萬千星輝頒獎典禮最佳劇中男角演繹大獎（最佳男主角）最後八強，接著拍攝古裝賀歲劇《花木蘭》，同時亦獲得1998年壹電視大獎十大電視藝人。
1998年，王喜憑著《烈火雄心》中的消防隊長「駱天佑」一角而深入民心，入圍1999年萬千星輝頒獎典禮「本年度我最喜愛的男主角」（最佳男主角）最後五強，而《烈火雄心》亦是其代表作，並讓他成為台灣、星馬等地最受歡迎港劇男主角之一。1999年主演劇集《吾係差人》後，接演新加坡新傳媒為他量身打造的電視劇《新好男人》，播出後獲得極高的收視率，同時亦初試啼聲為該劇集配唱主題曲。
2000年，王喜在台灣推出全裸寫真集《貼近王喜》，在港台、星馬等地造成不少轟動，並將寫真集所有的收益全數捐給臺東一間因921地震而受創的醫院。同年與宣萱主演劇集《雷霆第一關》，王喜亦憑該劇獲得2001年壹電視大獎十大電視藝人。他憑藉福音電影《生命揸Fit人》獲提名2000年香港電影金紫荊獎最佳男配角。
2001年，王喜出碟成為歌手，發表其首張唱片《喜新唱歌》，收錄《雷霆第一關》插曲「戀愛是個海」，擁有不俗的成績，直達金唱片銷量。2002年再發行兩張個人專輯《我信…王喜》及《起身叫我》，接著並為其劇集主唱主題曲，包括《鄭板橋》、《追魂交易》、《水滸無間道》及《囧探查過界》等劇集。
2001年7月，王喜拍攝中的《烈火雄心II》一場救火戲時，不慎發生意外，燒傷其右邊臉。2002年憑《烈火雄心II》中飾演的紀德田而大受歡迎，奪得該年的萬千星輝頒獎典禮「本年度我最喜愛的電視角色」一獎。
2002年，王喜與黃貫中帶領三十個歌迷朋友一同前往尼泊爾，探訪當地孤兒院四百多個小孩。同年他以加拿大世界宣明會助養兒童大使身份，前往莫桑比克進行探訪。
2003年，王喜在與郭富城合拍的香港旅遊推廣劇《動感豪情》裡首次在電視螢幕中飾演反派的角色。2004年與張智霖、黎姿、楊怡等主演警匪劇《水滸無間道》。2005年憑藉《追魂交易》中亦邪亦正的電腦犯罪專家饒承天一角，獲得該年的馬來西亞Astro華麗台電視劇大獎「我的至愛型一槍」。
2006年至2010年，王喜主演了《刑事情報科》、《爸爸閉翳》、《珠光寶氣》、《烈火雄心3》及《囧探查過界》等劇集，均有不錯的收視，其中與鍾嘉欣主演的《囧探查過界》更是獲得好評。
2008年4月28日，王喜在抵達珠穆朗瑪峰大本營，準備採訪北京奧運聖火傳遞時遇上高山反應，需要到日喀則治理，途中又遭遇翻車事故，胸部及背部受傷，所幸並無生命危險。
2011年9月29日，王喜離開無綫電視，結束16年之賓主關係。《囧探查過界》是他在無綫電視的告別作。
2012年，加入now寬頻電視，為《王喜十三條》節目主持，並曾為香港電視網絡拍攝節目。
2018年，王喜升任奇妙電視創作總監，成為電視台高層，專門負責新節目的創作，接受訪問時表示第一次做寫字樓工作，習慣是面對一大盒文具及每天都要把自己的工作填在日程表中，所以甚有壓力。
2020年，王喜開創王喜電視台。
2021年，王喜移居英國倫敦，同年10月移居台灣。
2025年，王喜自爆於2024年曾兩度在台灣遭同性友人迷姦，致使他急性腎衰竭，需終身洗腎。

## 相關事件

### 救人事件
2010年3月，香港警務處正羅列十件英雄事，將輯錄成書，用以表揚在過去的日子裡為保護市民生命及財產而奮不顧身，赴湯蹈火的警務人員。當中，有憑藉電視劇《烈火雄心》系列而廣受讚賞的王喜，從而使事件曝光。
於1989年7月24日晚上，九龍尖沙咀彌敦道81號喜利大廈13樓的一宗企圖殺警案中，王喜勇闖火場，拯救了兩名警務人員，以免同僚被葬身火海。
其代表作《烈火雄心》系列的演出深入民心，劇中記載許多勇闖火場救人的英雄事，他也多次以消防局形象大使身份出席活動等，因此王喜被喻為有流著消防員血的演員。

#### 事件經過
於案發當天晚上，歹徒在13樓預先佈下陷阱，在升降機門外的兩側堆放了易燃物品，並堵塞了通向走廊兩端的出口。歹徒燃點物料後，使用路邊的公眾電話虛報上址正有爆竊罪案進行中。一名警長接報後，隨即帶同四名警員趕赴現場調查事件。警長在升降機裡指揮兩名年資較深的警員在到達11樓後改用徒步方式向13樓進發，警長則帶領兩名資歷較淺的警員從14樓往13樓進行夾擊。當時王喜正跟一位同僚在尖沙嘴碼頭附近巡邏，接獲消息後亦迅速跑到上址支援。
當王喜和同僚跑到現場時，大廈的保安喊著樓上火警，王喜就從樓梯跑上樓調查。到達13樓時，遇見一位沒有配戴煙帽裝備的消防人員在防煙門外，並報稱內裡有人。王喜隨即趕進火場，摸黑搜救傷者，並救出該名警長和一名女性警務人員。
事後亦即當晚，警隊福利部的長官來到醫院裡探望王喜，並送上慰問卡。可是由於匯報錯誤，隔天的報紙息刊上並沒有提到王喜的正確資料。以至今天，事件才被披露。
縱火歹徒鄭正基於1991年1月被判監四年。

#### 王喜回應
在接受記者訪問時，王喜表示從不公開加入娛樂圈以前之事，乃出於保護自己和家人的安全，以免惹起曾經被捕的人生起尋仇的念頭以至禍及家人。「事隔21年，我已深明因果道理，若果今後遇上報仇，我亦坦言甘心面對。何況，這次是警隊主動提出要求協助他們輯錄這本書，加上又可以跟當年共赴火海的幾位同事聚舊，所以，我找不到不配合的理由。」
當記者繼續追問王喜有沒有其他英雄故事可以跟大家分享時，王喜斷然拒絕：「由於在我離職時曾簽署過一些文件，往後，我是不能向外公開任何曾經處理過的警務事宜。所以，除非有警隊的授權，否則，一律無可奉告。」
最後，問王喜，這次公開這個故事的意義在那裡時，他沉默了一陣子，然後說：「現在的普世習慣是用事後結果的好壞，來斷定之前的那個決定是對，還是錯；我想，這是個過於功利的習慣。」「我希望大家能夠重新培養一套舊習慣，就是先不要計算結果是否能令別人滿意，而先要判斷這個決定到底是為了自己，還是為了別人的利益而做？當決定要做的話，就不防『魯莽』一點，因為，時間寶貴。」

### 打马赛克事件
2016年1月11日，中国中央电视台播出的真人秀节目《了不起的挑战》中，王喜参与的部份遭遇制作方的删减，甚至在画面上用马赛克屏蔽。
事源有媒體早前報道作家蔡詠梅著作《周恩來的秘密情感世界》，指有「人民總理」之稱的周恩來是同性戀者，王喜在facebook轉貼這段報道，有大陸網民認為他「褻瀆周總理」，加上王曾張貼西藏流亡精神領袖達賴喇嘛的相片，並表示他為「尊者可愛可敬」，這些言行事后被另一位艺人黄安在新浪微博上转载并评论为“港独”言论，而《了不起的挑战》节目制作人也在微博上表示了会处理。事后，王喜也发微博反驳自己不是“港独”，并为在facebook的相关不当言论向公众道歉。

### 搭的士找續事件
2017年，王喜曾因為乘的士，0.3元的車資被收成一元，在Facebook上指責的士司機。在2020年，他亦遭到同樣情況，被找續少了七毫，於自己的Youtube channel 指責的士司機相關行為，並稱以後不乘市區的士(紅的)。 

### 反修例風波批評警方
2019年香港反修例風波中，王喜在Facebook發文抨擊時任警務處處長盧偉聰在7月21日元朗襲擊事件中沒有派遣足夠警力保護市民。
8月5日，網民發起「三罷行動」，王喜在Facebook發「緊急呼籲」，指攻擊警署只會換來傷亡，勸喻示威者勿圍堵或攻擊警署。
8月12日，王喜深恐警方慣用「非常手段」對付示威，擔心遺禍甚深，發文勸喻警方「回頭是岸」。

### 桃园疫情检测之争议
2022年4月3日晚7時（UTC+08:00），王喜於桃園機場進行2019冠状病毒病檢測時，王喜反应一名女性工作人員為他進行核酸檢測採樣時戳鼻造成不適，该工作人員回應是正常現象並再次采样，但導致王的鼻孔流血不止。王喜稱該名女士在事件後立即逃離現場，其他工作人員亦说不知道該名女子的身分。中央流行疫情指揮中心發言人莊人祥隨後證實確有此事，但表示該名女子為負責採檢之醫護人員，並非逃離現場而是儘速在規定時間內將檢體送往實驗室，現場亦有其他工作人員協助善後，而當時另一名醫護人員拿衛生紙上前關心，卻被他拒絕。
莊人祥強調PCR採檢偶爾會戳傷鼻黏膜出血情形，若受傷旅客至檢疫地點後仍有醫療需求，可向檢疫地點醫護人員提出。
该事件引发社会舆论两极反应，既有質疑防疫人員專業素養、處事態度的看法，亦有质疑王喜小題大作不體諒防疫人員的声音。
王喜其後於個人Facebook專頁上批评台灣防疫措施外，也使用「通緝」、「兇手」等字眼呼籲該醫護人員向他「自首」，以及貼莊人祥黑白照的方式表達其不滿，引發热议。隔日王喜对貼黑白照行為向莊人祥公開道歉，但仍強調檢疫人員應儘快出面給個說法。

## 演出作品

### 電視劇（無綫電視）
| 首播   | 劇名       | 角色                  | 性質           |
| 1996年 | 緝私群英   | 章浩輝                | 第一男主角     |
| 1996年 | 闔府統請   | 游自德（OK德）        | 第一男主角     |
| 1997年 | 保護證人組 | 陳富貴                | 兩大男主角之一 |
| 1998年 | 花木蘭     | 賀高陞                | 第一男主角     |
| 1998年 | 烈火雄心   | 駱天佑                | 第一男主角     |
| 1999年 | 吾係差人   | 周世芬                | 兩大男主角之一 |
| 2000年 | 雷霆第一關 | 林志剛                | 兩大男主角之一 |
| 2001年 | 尋秦記     | 敲鑼人                | 客串           |
| 2002年 | 烈火雄心II | 紀德田（Peter，紀德） | 兩大男主角之一 |
| 2004年 | 追魂交易   | 饒承天（Eros）        | 三大男主角之一 |
| 2004年 | 水滸無間道 | 林子聰(T.C)/林沖      | 兩大男主角之一 |
| 2006年 | 刑事情報科 | 鍾 正（Mark)          | 兩大男主角之一 |
| 2007年 | 鄭板橋     | 鄭板橋                | 第一男主角     |
| 2007年 | 爸爸閉翳   | 高 青                 | 三大男主角之一 |
| 2008年 | 同事三分親 | 伍公斤                | 單元男主角之一 |
| 2008年 | 珠光寶氣   | 石泰禾                | 第三男主角     |
| 2009年 | 烈火雄心3  | 鍾有成（阿牛）        | 三大男主角之一 |
| 2010年 | 天天天晴   | 苟文虎                | 三大男主角之一 |
| 2010年 | 囧探查過界 | 紀安居（Encore）      | 第一男主角     |

### 電視劇（其他）
| 首播   | 劇名                            | 角色       |
| 1999年 | 新好男人                        | 趙正男     |
| 2001年 | 交鋒                            | 徐江海     |
| 2002年 | 風雲: 雄霸天下                  | 秦 霜      |
| 2003年 | 動感豪情                        | 余振邦     |
| 2005年 | 搖擺女郎                        | 莊家迎     |
| 2005年 | 粉領一族                        | 陳 豪      |
| 2012年 | 先結婚後戀愛                    | 钱 总      |
| 2014年 | 火綫英雄                        | 田 鋒      |
| 2014年 | 大凶捕（單元：迷離殺）          | 林 壹      |
| 2014年 | 我的家庭醫生                    | 司徒隸     |
| 2015年 | 火速救兵III（單元：幸福的聲音） | 鍾向華     |
| 2015年 | 獅子山下2015（單元：鬼收樓）    | 小 王      |
| 2016年 | 整容季 (网剧)                   | 李晢(客串) |
| 2016年 | 吉祥天寶                        | 孟老哥     |
| 2016年 | 我的家庭醫生 II                 | 招醫生     |
| 2016年 | 人間有情（單元：快樂有時）      | 梁永邦     |
| 2018年 | 火速救兵IV（單元：生死時刻）    | 李文傑     |

### 電視電影（無綫電視）
| 首播   | 片名           | 角色   |
| 2001年 | 天降橫財心驚驚 | 杜 平  |
| 2001年 | 熱血狙擊       | 洪日輝 |

### 電影
| 年份   | 片名               | 角色             |
| 1986年 | 聽不到的說話       | 學 生            |
| 1994年 | 愛情加油站         | 王 熙            |
| 1995年 | 流氓醫生           | 阿 虎(客串)      |
| 1995年 | 冒險遊戲           |                  |
| 1995年 | 還是覺得你最好     |                  |
| 1996年 | 殺手三分半鐘       | 王 喜            |
| 1996年 | 懵仔多情           | 水泡餅           |
| 1997年 | 飛一般愛情小說     |                  |
| 1997年 | 至激殺人犯         | 大Dee            |
| 1998年 | 轟天雙龍會         |                  |
| 1999年 | 生命揸fit人        | 喪 狗            |
| 1999年 | 心猿意馬           |                  |
| 2000年 | 撞鬼你之血光之災   | 阿輝             |
| 2000年 | 刑-殺之法          | 阿 王            |
| 2001年 | 當生命遇上生命     | 阿Joe            |
| 2001年 | 戰友               |                  |
| 2002年 | 花園街一號         | Ronald           |
| 2002年 | 35米厘兇心人       | 周Sir (Chow)     |
| 2002年 | 迷離警界之天使名模 | 趙振漢           |
| 2003年 | 西貢的童話         |                  |
| 2003年 | 天使死神           |                  |
| 2003年 | 一個賭波的傳說     |                  |
| 2004年 | 後天殺人狂         | 黃偉添 (Tim)     |
| 2004年 | 三個男人故事       |                  |
| 2010年 | 近在咫尺           | 醫生 (客串)      |
| 2010年 | 愛出色             |                  |
| 2012年 | 哭笑不得           | 鄭滿堂           |
| 2016年 | 暗色天堂           | 張牧師           |
| 2016年 | 同流合烏           | 辯方律師         |
| 2020年 | 照單全收           | 鄔添明 (Tim Sir) |
| 未上映 | 戀愛789            |                  |
| 未上映 | 左眼不跳財         |                  |

### 節目巡禮（無綫電視）
| 巡禮年份 | 節目名稱     | 備註                                               |
| 2002年   | 鄭板橋       |                                                    |
| 2003年   | 伴我飛騰     | 後更名為《人生馬戲團》，演員陣容完全不同，沒有參演 |
| 2004年   | 水滸無間道   | 演員陣容有部分更動                                 |
| 2005年   | 絲綢之路2005 | 後更名為《新絲綢之路》                             |
| 2006年   | 刑事情報科   | 演員陣容有部分更動                                 |
| 2007年   | 珠光寶氣     |                                                    |
| 2008年   | 烈火雄心3    | 演員陣容大部份不同                                 |
| 2009年   | 烈火雄心3    |                                                    |
| 2010年   | 囧探查過界   |                                                    |

### 音樂特輯
| 年份   | 頻道     | 特輯名稱   | 角色 | 備註                                                          |
| 1997年 | 無綫電視 | 97男歡女愛 | 輝   | 鄭秀文音樂特輯                                                |
| 2002年 |          | 我信．沉默 |      | 王喜編、導、演 Featuring「沉默寡言」、「被遺棄...」、「我信」 |

### 音樂錄影帶
| 年份   | 歌手  | 歌名       | 備註                               |
| 2001年 | 王 喜 | 戀愛是個海 | 女主角為宣萱                       |
| 2001年 | 王 喜 | 仍是這首歌 |                                    |
| 2001年 | 王 喜 | 流星       |                                    |
| 2002年 | 王 喜 | 我信       | 女主角為陳純甄 TVB版女主角為姚嘉妮 |
| 2002年 | 王 喜 | 踩親你     |                                    |
| 2002年 | 王 喜 | 小怪物     |                                    |
| 2002年 | 王 喜 | 起身叫我   |                                    |
| 2002年 | 王 喜 | 美麗勝天國 |                                    |
| 2002年 | 王 喜 | 讓我孭     |                                    |
| 2002年 | 王 喜 | 翅膀       |                                    |

### 廣播劇
| 年份   | 頻道     | 劇名           | 角色   | 備註                                                               |
| 2001年 | 香港電台 | 新春大吉俏     |        | 《好男好女》 賀年廣播劇                                            |
| 2002年 | 新城電台 | 朋友           | 東 素  |                                                                    |
| 2003年 | 香港電台 | 一塵不染樂安居 | 劉建華 | 民政事務總署及香港電台聯合製作，推廣有效大廈管理，關注居住環境衛生 |

### 舞台劇
| 年份             | 劇名       | 角色 | 場地           | 備註 |
| 2017年6月22-27日 | 雷雨對日出 |      | 新光戲院大劇場 |      |

### 廣告／代言
- 1995年：Baleno 運動服裝
- 1996年：嘉士伯啤酒 Carlsberg Beer
- 1999年：THE NORTH FACE 運動服裝
- 2001年：美津濃 Mizuno 運動服裝Superstar系列
- 2011年：和興白花油
- 2011年：和興白花油賀年廣告
- 2019年：Bupa特約《熱火雄心》

## 主持作品

### 節目主持
| 年份   | 頻道         | 節目名稱                       | 備註                                                                           |
| 1992年 | 商業電台     | 妖獸都市                       |                                                                                |
| 1992年 | 商業電台     | 流花公園                       |                                                                                |
| 1992年 | 商業電台     | 人民大會堂                     |                                                                                |
| 1993年 | 商業電台     | 唔一定點唱機                   |                                                                                |
| 1993年 | 亞洲電視     | Yeah Yeah Yeah 無敵大家庭      |                                                                                |
| 1994年 | 商業電台     | 王喜新村                       |                                                                                |
| 1994年 | 商業電台     | 王家考試局                     |                                                                                |
| 1995年 | 商業電台     | 馬路天使                       |                                                                                |
| 1995年 | 商業電台     | 開路先鋒                       |                                                                                |
| 1995年 | 無綫電視     | 周末任你點                     |                                                                                |
| 1995年 | 無綫電視     | 康泰最緊要好玩之俄羅斯東歐特輯 |                                                                                |
| 1996年 | 無綫電視     | 康泰最緊要好玩 日本韓國之旅    |                                                                                |
| 1997年 | 商業電台     | 王色訊號                       |                                                                                |
| 1997年 | 無綫電視     | 沙漠追蹤                       |                                                                                |
| 1997年 | 無綫電視     | 康泰最緊要好玩之日本四國特輯   |                                                                                |
| 1999年 | 香港電台     | 等你愛                         |                                                                                |
| 2000年 | 無綫電視     | 全線大搜查                     |                                                                                |
| 2006年 | 無綫電視     | 新絲綢之路                     |                                                                                |
| 2006年 | 無綫電視     | 江山美人                       |                                                                                |
| 2008年 | 無綫電視     | 奧運聖火傳遞                   | 遠赴珠穆朗瑪峰採訪特派記者                                                     |
| 2011年 | 無綫電視     | 天下為家                       | 紀錄片旁白                                                                     |
| 2011年 | 無綫電視     | 大三峽                         |                                                                                |
| 2011年 | 無綫電視     | 香港演義                       | 第一輯                                                                         |
| 2012年 | now寬頻電視  | 王喜十三條                     |                                                                                |
| 2014年 | 香港電視網絡 | 挑戰                           |                                                                                |
| 2014年 | 江蘇衛視     | 火线英雄                       | 參加者                                                                         |
| 2015年 | 毛記電視     | 六點半左右新聞報道             | 客串                                                                           |
| 2016年 | CCTV         | 了不起的挑战                   | 參加第四期，头部被打马赛克                                                     |
| 2017年 | 香港電台     | 升級家庭醫生                   |                                                                                |
| 2020年 | 香港電台     | 頭條新聞 之 驚訊               | 飾演名為忠勇毅的虛擬警員角色。因被投訴多次「失實」和「辱警」，所以被逼暫停製作 |
| 2020年 | 毛記電視     | 六點半左右肺炎報道             | 客串                                                                           |
| 2020年 | 杜汶澤喱騷   | 驚訊                           |                                                                                |

## 音樂作品

### 唱片
| 推出日期      | 專輯名稱    | 曲目 |
| 2001年1月23日 | 喜新唱歌    | 1. 仍是這首歌 2. 戀愛是個海 3. 走一步追一步 (國語) 4. 流星 (國語) 5. 仍是這首歌（Pop Rock Mix） 6. 走一步追一步（Dance Mix） 收錄MV： 1. 仍是這首歌 2. 戀愛是個海                                  |
| 2002年2月9日  | 我信...王喜 | 1. 踩親你 2. 我信 3. 被遺棄 4. 小怪物 5. 風扇 6. 開玩笑 (國語) 7. 烈火雄心 8. 戀愛是個海 (一年後版) 9. 仍是這首歌 (仍是這個版) 10. 沉默寡言 收錄MV： 1. 踩親你 2. 小怪物 3. 音樂電影「我信．沉默」 |
| 2002年9月17日 | 起身叫我    | 1. 美麗勝天國 2. 起身叫我 3. 你不是張八達 4. Again 5. 讓我孭 6. 翅膀 (國語) 7. 愛不屬於二十一世紀 (國語) 8. 起身叫我 (紀德瑤瑤) 收錄MV： 1. 起身叫我 2. 美麗勝天國 3. 讓我孭 4. 翅膀（國語）       |

### 電視劇歌曲
| 年份   | 歌曲名稱     | 劇名                           | 性質   | 收錄專輯                          | 備註                    |
| 1999年 | 總會有人愛我 | 新好男人（新加坡電視劇）       | 主題曲 | 《新好男人》原聲大碟              | 與張健偉合唱 (國語歌曲) |
| 1999年 | 流星         | 新好男人（新加坡電視劇）       | 插曲   | 《喜新唱歌》 《新好男人》原聲大碟 |                         |
| 2001年 | 戀愛是個海   | 雷霆第一關                     | 插曲   | 《喜新唱歌》                      |                         |
| 2001年 | 走一步追一步 | 交鋒（中國中央電視台劇）       | 主題曲 | 《喜新唱歌》                      | 國語歌曲                |
| 2001年 | 仍是這首歌   | 天降橫財心驚驚（無綫電視電影） | 片尾曲 | 《喜新唱歌》                      |                         |
| 2002年 | 難得糊塗     | 鄭板橋                         | 主題曲 | 未曾收錄                          |                         |
| 2002年 | 沉默寡言     | 鄭板橋                         | 片尾曲 | 《我信...王喜》                   |                         |
| 2002年 | 起身叫我     | 烈火雄心II                     | 插曲   | 《起身叫我》                      | 與成珈瑩(瑤瑤)對白      |
| 2004年 | 灰色恐怖     | 追魂交易                       | 主題曲 | 未曾收錄                          |                         |
| 2004年 | 價值         | 追魂交易                       | 片尾曲 | 未曾收錄                          |                         |
| 2005年 | 沒有半分空間 | 水滸無間道                     | 主題曲 | 未曾收錄                          |                         |
| 2010年 | 食腦         | 囧探查過界                     | 主題曲 | 未曾收錄                          | 與黃浩然、李思捷合唱    |

### 單曲
- 2020年：《警棍 主題曲》

## 寫真
- 2000年：貼近王喜 - 寫真集

## 無綫月曆
- 2001年 - 1月 - 宣　萱
- 2002年 - 4月 - 蔡少芬
- 2003年 - 7月 - 郭晉安、宣　萱
- 2004年 - 9月 - 吳卓羲、馬浚偉
- 2008年 - 4月 - 崔建邦、廖碧兒、黃宗澤、謝天華、楊　怡

## 獎項

### 壹電視大獎
| 年份   | 頒獎典禮/機構    | 獎項                   | 結果 |
| ------ | ---------------- | ---------------------- | ---- |
| 1997年 | 1997年壹電視大獎 | 遲早發新人             | 獲獎 |
| 1997年 | 1997年壹電視大獎 | 十大電視藝人（第九位） | 獲獎 |
| 1998年 | 1998年壹電視大獎 | 十大電視藝人（第十位） | 獲獎 |
| 2001年 | 2001年壹電視大獎 | 十大電視藝人（第八位） | 獲獎 |

### TVB指南雜誌
| 年份   | 頒獎典禮/機構 | 獎項                | 結果 |
| ------ | ------------- | ------------------- | ---- |
| 2001年 | TVB指南雜誌   | TVB巨星一百人大排名 | 獲獎 |

### 3周刊至尊人氣藝人大賞
| 年份   | 頒獎典禮/機構             | 獎項           | 結果 |
| ------ | ------------------------- | -------------- | ---- |
| 2003年 | 3周刊「至尊人氣藝人大賞」 | 至尊人氣男藝人 | 獲獎 |

### Astro華麗台電視劇大獎
| 年份   | 頒獎典禮/機構               | 獎項           | 劇集         | 角色   | 結果 |
| ------ | --------------------------- | -------------- | ------------ | ------ | ---- |
| 2005年 | 2005年Astro華麗台電視劇大獎 | 我的至愛型一槍 | 《追魂交易》 | 饒承天 | 獲獎 |

### 新娛樂慈善群星會
| 年份   | 頒獎典禮/機構    | 獎項                 | 結果 |
| ------ | ---------------- | -------------------- | ---- |
| 2009年 | 新娛樂慈善群星會 | 年度最具熱心慈善之星 | 獲獎 |

### 健康第壹大奬
| 年份   | 頒獎典禮/機構 | 獎項         | 結果 |
| ------ | ------------- | ------------ | ---- |
| 2009年 | 健康第壹大奬  | 十大健康之星 | 獲獎 |

### 新加坡i-Weekly週刊
| 年份   | 頒獎典禮/機構      | 獎項                         | 劇集         | 角色   | 結果 |
| ------ | ------------------ | ---------------------------- | ------------ | ------ | ---- |
| 2009年 | 新加坡i-Weekly週刊 | 十大最i港劇男演員 （第八位） | 《珠光寶氣》 | 石泰禾 | 獲獎 |

### 香港電影金紫荊獎
| 年份   | 頒獎典禮/機構          | 獎項       | 劇集            | 角色 | 結果 |
| ------ | ---------------------- | ---------- | --------------- | ---- | ---- |
| 2000年 | 2000年香港電影金紫荊獎 | 最佳男配角 | 《生命揸Fit人》 | 喪狗 | 提名 |

### 萬千星輝頒獎典禮
| 年份   | 頒獎典禮/機構          | 獎項                                       | 劇集           | 角色         | 結果 |
| ------ | ---------------------- | ------------------------------------------ | -------------- | ------------ | ---- |
| 1997年 | 1997年萬千星輝頒獎典禮 | 最佳劇中男角演繹大獎                       | 《保護證人組》 | 陳富貴       | 提名 |
| 1999年 | 1999年萬千星輝頒獎典禮 | 本年度我最喜愛的男主角                     | 《烈火雄心》   | 駱天佑       | 提名 |
| 1999年 | 1999年萬千星輝頒獎典禮 | 本年度我最喜愛的拍擋（戲劇組）             | 《烈火雄心》   | 駱天佑       | 提名 |
| 2000年 | 2000年萬千星輝頒獎典禮 | 本年度我最喜愛的男主角                     | 《雷霆第一關》 | 林志剛       | 提名 |
| 2000年 | 2000年萬千星輝頒獎典禮 | 本年度我最喜愛的電視角色                   | 《雷霆第一關》 | 林志剛       | 提名 |
| 2000年 | 2000年萬千星輝頒獎典禮 | 本年度我最喜愛的拍擋（戲劇組）（與宣萱）   | 《雷霆第一關》 | 林志剛       | 提名 |
| 2002年 | 2002年萬千星輝頒獎典禮 | 本年度我最喜愛的男主角                     | 《烈火雄心II》 | 紀德田／紀德 | 提名 |
| 2002年 | 2002年萬千星輝頒獎典禮 | 本年度我最喜愛的拍擋（戲劇組）（與張可頤） | 《烈火雄心II》 | 紀德田／紀德 | 提名 |
| 2002年 | 2002年萬千星輝頒獎典禮 | 本年度我最喜愛的電視角色                   | 《烈火雄心II》 | 紀德田／紀德 | 獲獎 |
| 2005年 | 2005年萬千星輝頒獎典禮 | 最佳男主角                                 | 《水滸無間道》 | 林子聰       | 提名 |
| 2006年 | 2006年萬千星輝頒獎典禮 | 最佳男主角                                 | 《刑事情報科》 | 鍾 正        | 提名 |
| 2006年 | 2006年萬千星輝頒獎典禮 | 我最喜愛的電視男角色                       | 《刑事情報科》 | 鍾 正        | 提名 |
| 2007年 | 2007年萬千星輝頒獎典禮 | 最佳男主角                                 | 《爸爸閉翳》   | 高 青        | 提名 |
| 2007年 | 2007年萬千星輝頒獎典禮 | 我最喜愛的電視男角色                       | 《爸爸閉翳》   | 高 青        | 提名 |
| 2009年 | 2009年萬千星輝頒獎典禮 | 最佳男主角                                 | 《烈火雄心3》  | 鍾有成       | 提名 |
| 2009年 | 2009年萬千星輝頒獎典禮 | 我最喜愛的電視男角色                       | 《烈火雄心3》  | 鍾有成       | 提名 |
| 2009年 | 2009年萬千星輝頒獎典禮 | tvb.com人氣大獎                            |                |              | 提名 |

## 外部連結
- 王喜個人的Facebook專頁
- WONG HE 王喜的Facebook專頁
- 王喜的Instagram帳戶
- YouTube上的喜來大DD頻道
- 王喜在互联网电影资料库（IMDb）上的資料（英文）
- 王喜在香港影庫上的簡介
- 王喜在豆瓣上的资料（简体中文）
- 王喜在时光网上的簡介（简体中文）
- 華文影史庫上王喜簡介 （页面存档备份，存于）